# F1100
FOMA F1100（フォーマ・エフ せんひゃく）は、富士通によって開発された、NTTドコモの第三世代携帯電話 (FOMA) 端末製品である。

## 概要
- モトローラ M1000の後継モデルで、HT1100と共に2008年3月17日にリリースされた。国際ローミングとタッチペンによる操作は非対応で、無線LAN（IEEE 802.11 a/b/g）、Bluetooth、フルブラウザ機能は引き続き備えている。OSはSymbian OSではなくWindows Mobile 6を搭載し、ドコモではM1000と同様に個人で購入可能なスマートフォンである。

- FOMAハイスピードに対応したことより、ブラウジングが快適になった。Windows Media Audio形式の音楽ファイル再生に対応、またデジタル著作権管理（Digital Rights Management）に対応しているが、Napster等の有料音楽配信サイトは非対応で、他にMP3、AACにも対応しており、バックグラウンド再生にも対応しており、連続再生時間は約16時間可能である。

- セキュリティ関連は、富士通のお家芸とも言える「指紋認証」が裏側に搭載されており、「遠隔ダイヤルロック」やウイルス対策機能として「セキュリティスキャン」も搭載しており十分なセキュリティ機能が搭載していると言える。

- 画面サイズは、2.6インチで、240×320ドットQVGAを採用しており、ダイヤルボタンはあるがスライド式のテンキーを採用し、ユーザーが機能割り当てられる４つのワンタッチキーを採用している。

- メインカメラの性能はCMOS約130万画素を搭載しているが、サブカメラは非搭載で、テレビ電話は対応していない。

- 外部メモリに関してNTTドコモでは、2GBまでのmicroSDに対応している。それ以上の容量（microSDHCカード）に関しては自己責任となる。

- また、M1000と同様Excel、Word、PowerpointなどのMicrosoft Office系のファイルやPDF形式のファイルを閲覧することが可能。

- 端末での通信に関しては、iモードには対応せず、パケ・ホーダイ及びパケ・ホーダイフルの利用はできない。 その代りに、Biz・ホーダイを利用することにより定額通信が可能である。

- 企業用IP内線電話などに利用する、IP電話ソリューション「PASSAGE DUPLE（パッセージ・デュプレ）」や「ビジネスmoperaIPセントレックス」が対応する。

- メールはiモードメールは使用出来ないが、プロバイダメールを使用することが出来る。NTTドコモのサービスmoperaUやmoperaのプロバイダメールや、GmailやYahoo!メールなどを使用し、送受信することが可能。複数のメールアカウントを登録することができ、ビジネス、プライベートと分けて使うことが出来る。mopera Uメールを利用した場合、プッシュ型電子メールを利用することができる。
  - 2009年4月1日よりiモード.netモバイルモードによりiモードメールの送受信が可能となった。

- VoIP対応を謳って発売されたが、SIPへの登録に問題が残るなど、発売から半年近く経つも、法人営業のラインアップに載っていない。NECのN906iL発売以降は、完全に無視された形になっていた。しかし2008年10月21日PASSAGE DUPLEとビジネスmoperaIPセントレックスに対応するための、ソフトウェアが公開され、いよいよ企業内内線に対応することになった。[1]

| 主な対応サービス           | 主な対応サービス                    | 主な対応サービス         | 主な対応サービス                 |
| -------------------------- | ----------------------------------- | ------------------------ | -------------------------------- |
| DCMX／おサイフケータイ     | うた・ホーダイ                      | 着うたフル／着うた       | ミュージックプレーヤー(WMA)(AAC) |
| 直感ゲーム／メガiアプリ    | Music&Videoチャネル／ビデオクリップ | GSM／3Gローミング        | プッシュトーク                   |
| FOMAハイスピード           | GPS／ケータイお探し                 | デコメール／デコメ絵文字 | iチャネル                        |
| 着もじ                     | テレビ電話／キャラ電                | 電話帳お預かりサービス   | フルブラウザ                     |
| おまかせロック／バイオ認証 | 外部メモリーへiモードコンテンツ移行 | トルカ                   | iC通信／iCお引越しサービス       |
| きせかえツール／マチキャラ | バーコードリーダ／名刺リーダ        | 2in1                     | エリアメール                     |

## 歴史
- 2007年8月30日：開発を発表
- 2007年12月14日：電気通信端末機器審査協会 通過
- 2007年12月25日：技術基準適合証明 (TELEC) 通過
- 2008年3月17日：発売開始